# Open Logistics Foundation
Die Open Logistics Foundation ist eine rechtsfähige Stiftung des bürgerlichen Rechts mit Sitz in Dortmund. Sie wurde 2021 von den Stiftern Rhenus, Dachser, DB Schenker und der Duisburger Hafen AG errichtet.
Initiiert wurde dies vom Fraunhofer-Institut für Materialfluss und Logistik (IML) im Rahmen des Projekts Silicon Economy.
Zweck der gemeinnützigen Stiftung ist der Aufbau einer internationalen Open-Source-Community mit dem Ziel, die Digitalisierung in Logistik und Supply Chain Management auf der Basis von Open Source voranzutreiben und logistische Prozesse durch De-facto-Standards zu vereinheitlichen. Die Stiftung hat das Ziel, gemeinsam Open Source Lösungen für Logistik und Supply Chain Management zu entwickeln und zu implementieren. Dazu etabliert die Stiftung De-facto-Standards und entwickelt Tools und Dienstleistungen, die von allen Akteuren der Branche genutzt werden können. Im Fokus steht der Community-Gedanke und die gemeinsame Ideenfindung. Die Arbeit der Open Logistics Foundation basiert auf europäischen Rechtsnormen und Werten und wird über den zugehörigen Förderverein Open Logistics e. V. finanziert. Über diesen können Unternehmen aus allen Bereichen der Logistik Teil der Community werden.

## Organisationsstruktur
Die Open Logistics Foundation ist eine selbstständige Stiftung des bürgerlichen Rechts. Sie ist eine voll rechtsfähige juristische Person, die im Innen- und Außenverhältnis ausschließlich dem in der Satzung definierten Zweck verpflichtet ist. Die Open Logistics Foundation untersteht der Aufsicht durch die Bezirksregierung Arnsberg und verfolgt ausschließlich und unmittelbar steuerbegünstigte Zwecke im Sinne der Abgabenordnung.

### Vorstand
Die organschaftliche Vertretung der Stiftung obliegen dem Vorstand, der aus mindestens drei Mitgliedern besteht. Diese werden vom Kuratorium ernannt und abberufen. Der Vorstand entwickelt die strategische Ausrichtung der Stiftung, stimmt sie mit dem Kuratorium ab und sorgt für ihre Umsetzung. 
Vorstandsvorsitzender ist seit 2023 Stephan Peters, Rhenus Group. Weitere Vorstandsmitglieder sind Stefan Hohm, Dachser, und Christa Koenen, DB Schenker.

### Kuratorium
Der Vorstand wird vom Kuratorium der Open Logistics Foundation beraten und kontrolliert. Das Kuratorium hat mindestens drei Mitglieder und ist in alle Entscheidungen von grundlegender Bedeutung eingebunden. Zu seinen Aufgaben zählen ferner die Genehmigung des Jahresabschlusses, die Kontrolle der Wirtschaftsführung, die Entgegennahme der Rechenschaftsberichte des Vorstands und seine Entlastung. 
Derzeit ist das Kuratorium der Stiftung besetzt mit Michael Henke, Fraunhofer IML (Vorsitzender), Markus Bangen, Duisburger Hafen AG, und Jakub Piotrowski, BLG Logistics Group.

### Geschäftsführung
Der Stiftungsvorstand kann Geschäftsführer, sofern vorhanden, mit der Erledigung von Aufgaben der laufenden Geschäftstätigkeit betrauen. Der Vorstand darf mit Zustimmung des Kuratoriums zum Zwecke der Unterstützung bei der laufenden Geschäftstätigkeit eine Geschäftsführung bestellen, die aus einer oder mehreren Personen („Geschäftsführer“) bestehen kann. Der Vorstand ist zur Überwachung der Geschäftsführer verantwortlich und entlastet sie eigenverantwortlich. Geschäftsführer können, soweit dies zum Zwecke der ordnungsgemäßen Führung der Stiftungsgeschäfte erforderlich ist, mit Zustimmung des Kuratoriums zu besonderen Vertretern der Stiftung im Sinne der §§ 86, 30 BGB bestellt werden. 
Derzeit sind Andreas Nettsträter und Thorsten Hülsmann Geschäftsführer der Stiftung als besondere Vertreter der Stiftung im Sinne der §§ 86, 30 BGB.

### Finanzen
Die Open Logistics Foundation finanziert sich im Wesentlichen aus Spenden ihres Fördervereins Open Logistics e. V.

### Stiftungssitz und Standort
Seit ihrer Gründung im Jahr 2021 hat die Open Logistics Foundation ihren Sitz in Dortmund. Die Geschäftsstelle befindet sich in Dortmund im Technologie Zentrum Dortmund.

## Stiftungsarbeit
Die Open Logistics Foundation ist eine operative Stiftung, die alle Projekte eigenständig konzipiert, initiiert und bis zur Umsetzung begleitet. Seit ihrer Gründung hat die Stiftung bedeutende Fortschritte im Bereich der De-facto-Standardisierung erzielt, wie das Beispiel des digitalen Frachtbriefs, eCMR, zeigt. Die Stiftung betreibt ein eigenes Open Source Repository und veröffentlicht unter einer eigenen Open Source Lizenz, die von der Open Source Initiative zugelassen ist.